# Анджей Мунк
Анджей Мунк (пол. Andrzej Munk; 16 жовтня 1921, Краків — 20 вересня 1961, Ловіч) — польський кінорежисер, один з представників так званої польської школи кіно.

## Біографія
У черві 1939 року закінчив VIII Державну математично-природничу гімназії ім. Августа Вітковського у Кракові. Під час гітлерівської окупації переїхав до Варшави і через своє єврейське походження був змушений переховуватися.
Працював у будівельній фірмі, пізніше брав участь у Варшавському повстанні. Після повстання перебував у Генеральній губернії, а після визволення повернувся до Варшави. Навчався у Варшавській політехніці, а потім у Варшавському університеті. Згодом був прийнятий до Кіношколи в Лодзі. Закінчив її 1951 року (операторський та режисерський факультет).
У 1948—1952 рр. був членом Польської об'єднаної робітничної партії (PZPR), проте 1952 року був виключений з організації через поведінку, яка "негідна члена партії. У 1950—1955 роках працював на Студії документальних фільмів, спочатку як оператор Польської кінохроніки, а потім режисер документальних фільмів з художнім стилем.
Художні фільми забезпечили Мункові вагоме місце у історії польського кінематографу. Його смерть перервала роботу над фільмом «Пасажирка», який був закінчений Вітольдом Лесєвічом у 1963 році.
У 1957—1961 роках він викладав у кіношколі в Лодзі. Від 1965 року ця школа присуджує нагороду його імені за найкращий дебют року.
Був важко поранений у автокатастрофі, котра відбулася у селі Компіна біля Ловіча, коли він був за кермом Fiat 500. Помер через чотири години після того, як його привезли до лікарні у Ловічу. Похований на кладовищі Військові Повонзки у Варшаві.
21 травня 2010 року ім'я режисера отримала пара потягів interREGIO, які курсують між Варшавою та Лодзю.

## Документальні фільми

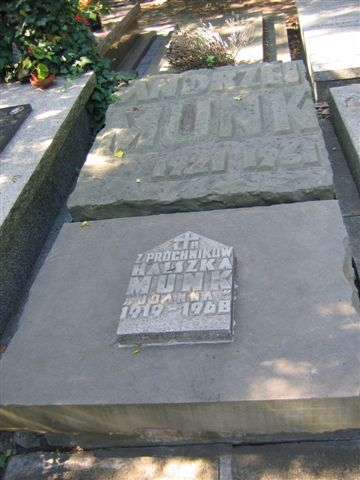
Місце поховання, кладовище Військові Повонзки, Варшава

- Spacerek staromiejski — режисер і сценарист (1958)
- Niedzielny poranek — режисер і сценарист (1955)
- Gwiazdy muszą płonąć — режисер і сценарист (1954)
- Kolejarskie słowo — режисер і сценарист (1953)
- Pamiętniki chłopów — режисер і сценарист (1952)
- Bajka — режисер (1952)
- Maj pracy walki pokoju — оператор (1951)
- Kierunek — Nowa Huta! — режисер (1951)

## Художні фільми
- Блакитний хрест (1955)
- Людина на колії (1956)
- Героїзм (1957)
- Косооке щастя (1959)
- Пасажирка (1963)